# 히스토리아 레이스
히스토리아 레이스는 《진격의 거인》의 등장인물이다.

## 성격
훈련병단 입소 첫날에 사샤가 고관한테 걸려 운동장을 뛰고 돌아오자 빵을 나누어 줄 정도로 착하다.

## 작중 행적
트로스트구 공방전 후 다른 사람들의 안부를 물어보지만, 코니가 지금 여기 없는 사람들은 죽었다는 대답을 하자 안타까워하기도 한다.
졸업 후 동료들과 함께 조사병단에 입단하였다. 거인과 맞닥뜨려야 한다는 공포에 울면서 남았던지라 유미르에게 '질질 짤 거면 그냥 빠지지 그러냐'는 핀잔을 들었지만 포기하지 않았다.
제 57회 방벽 외부 조사 임무 수행에 참가했다.
여성형 거인의 정체를 밝히고 내통자가 있다는 걸 예상한 에르빈 단장의 판단에 따라 훈련병 104기 출신 조사병들을 몇개의 그룹으로 쪼개고 감시역으로 선임 조사병들로 감시받는 중 거인이 대량으로 발생하여 도주한다. 이후 우트가르트 고성에 고립되어 거인들과 사투를 벌이는 와중에 상처를 입은 라이너를 치료해주는데, 자신의 치마를 찢어 라이너의 상처를 감싸주자 라이너는 '결혼하자'라며 다시금 속으로 중얼거린다.
거인과 계속해서 전투를 벌이던 나나바와 겔거까지 거인에게 먹히고, 성이 곧 무너질 위기에 처하자 뭔가 무기가 있었으면 좋겠다고 말하며 그러면 함께 싸우다 죽을 수 있다고 덧붙인다. 이 말을 들은 유미르는 저들의 죽음을 이용하지 말라며 일갈하고, 부정하는 히스토리아에게 설산에서 훈련할 때 나눴던 약속을 떠올려달라고 말한다.
이후 예전에 설산에서 훈련할 때의 장면이 나오는데 유미르는 크리스타가 쫓겨난 첩의 자식이며 가짜 이름을 가지고 '착한 아이'로서 살아가는 걸 알고 있었다. 또한 유미르는 크리스타에게 후에 자신의 비밀을 밝힐 때 너는 원래 너의 이름으로 살아가라고 말해 준다.
다시 현재로 돌아와서, 고성이 무너지기 직전에 놓이자 유미르는 결심한 듯 코니에게 칼을 빌리고 크리스타에게 '나는 네가 사는 방식에 참견할 권리가 없지만 네가 당당하게 살았으면 좋겠다'고 말해 준다.
이후 거인으로 변한 유미르를 보고 당황하나 곧 예전에 유미르와 한 약속을 떠올리며 유미르가 목숨을 걸고 자신들을 지켜준다는 것을 알고 유미르에게 너 자신을 위해 살라며, 이런 탑이나 지키다가 죽을 바에는 차라리 박살내버리라고 외친다. 그 말을 들은 유미르가 탑을 무너뜨리면서 거인들을 깔아 뭉개버리지만 곧 거인들에게 먹힐 위기에 처하자 크리스타는 유미르에게 달려가면서 아직 하고 싶은 말이 있다며, 아직 내 진짜 이름을 가르쳐 주지 않았다고 외친다.
그 후 조사병단이 도착하고, 다시 인간으로 돌아온 유미르를 안으면서 자신의 진짜 이름을 밝힌다.
본명은 히스토리아 레이스였다. 지방의 귀족가문인 레이스 가문의 후계자가 될 뻔했지만 사생아라 어울리지 않다고 판단, 살해 이야기가 나왔지만, 이름을 바꿔 조용히 산다면 못 본 척해 주겠다고 해서 104기 훈련병단으로 쫓겨났다고 한다. 어려서부터 누구에게도 사랑 받지 못했고 필요 없는 존재로 여겨졌기에 미움받지 않는 것에 집착하게 되었고, 모두에게 사랑 받기 위해 누구에게든 도움을 주려 하고 위험한 일도 도맡아 했던 것. 그러나 비슷한 과거를 가진 유미르와 만남으로서 정신적으로 성장한 히스토리아는 자신의 가짜 이름과 가짜 모습을 버리고 자기 자신을 위해 살아갈 수 있게 된다.
이후 갑옷 거인과 초대형 거인으로서 정체를 드러낸 라이너와 베르톨트에게 납치당한 엘런 구출을 목적으로 한 별동대에 가담하고, 거인들이 있는 사지(死地)로 절친한 전우 유미르를 구하러 들어간다. 그리고는 거인화한 유미르가 무사히 나무에 매달려 있는 것을 보고는 눈물이 맺히며 무사해서 다행이라고 말하지만 미처 표정을 바꿀 틈도 없이 그대로 유미르에게 먹힌다.
라이너가 거인으로 열심히 도망치는 도중, 유미르의 입에서 꺼내진 뒤 크리스타에게 우리는 너와 엘런을 구하기 위해 왔다고 언쟁을 벌이지만 난 죽고 싶지 않다, 날 도와달라는 유미르의 거짓말에 넘어가 유미르를 따라가기로 결심한다. 이후 그들을 따라잡은 탈환부대의 미카사가 공격해오자 미카사를 막아서며 유미르를 감싸고 눈을 공격당한 유미르가 저항하려하자 유미르에게도 저항하면 죽을 수 있으니 멈추라고 저지한다.
49화에서는 유미르를 해치려는 거인을 단신으로 공격해 거인의 목덜미를 통째로 베어낸다. 하지만 곧 코니가 후퇴하는 와중에 그를 구하기 위해 말에 탄 채로 잡아채고 코니한테 매달린 채로 이동당한다.
50화에서 코니와 함께 도망치다가 입체기동장치로 유미르에게로 날아가 아까 전 자신에게 한 거짓말을 추궁하면서 이제는 타인을 위해 살 필요가 없다면서 자기 자신을 위해 살자고 말한다.다시 퇴각하던 도중 유미르가 함께 가길 포기하면서 유미르와 이별하게 된다. 유미르는 떠나기 전에 거인의 손으로나마 히스토리아의 머릿결을 쓰다듬으면서 마지막 작별 인사로서 "미안해"라는 말 한마디를 남기고 그 자리에서 무지성 거인들에게 포위당한 라이너와 베르톨트를 구하려고 항해 달려 나간다.
51화에서 무사히 방벽 위로 도착한 후 탈진해 쓰러졌지만 엘런의 목소리에 정신을 차린 뒤 비틀거리는 상태로 걸어 와 자신의 본명을 말하며 서둘러 벽 밖으로 가자고 말한다. 이후 다른 104기 상위권에 있던 나머지 동기들과 함께 신 리바이반에 들어간 상태다. 그리고 52화에서 크리스타가 식사 도중에 자신의 과거를 이야기를 하면서 그녀의 암울한 과거가 드러났다.
55화에서 레이스 가문이 진정한 프리츠 왕가임이 밝혀지면서 조사병단에 의해 방벽의 왕으로 옹립될 가능성이 생겼다. 56화에서는 리바이의 강압적인 다그침에 엉겁결에 왕위에 오르겠다고 승낙했다. 그 직후 중앙 헌병단을 유인하기 위해 리브스 상회와 짜고 일부러 납치되는 '연극'을 펴기로 했으나, 중앙 헌병단 소속의 케니 아커만과 여타 부대원들에 의해 들통나 정말로 구속, 압송된다.
58화에서는 마지막에 구속된 채로 친아버지 로드 레이스와 재회한다. 당연히 히스토리아는 자신의 인생을 비참하게 만든 아버지를 분노의 눈으로 노려 본다. 그러나 로드가 그동안 미안했다며 자신을 안고 눈물을 흘리자 놀라면서 분노가 사그라든 듯한 표정을 보였다.
62화에선 아버지에게 이야기를 듣고 레이스 일가가 처한 상황에 대해 이해를 한 듯 '내 아버지는 인류 편이고 우리가 오해했던 것이다', '중앙 헌병단을 움직여서 닉 사제를 살해하고 조사병단을 방해하는 행동도 어쩔 수 없었다.'라며 묶인 엘런을 설득하려 한다. 그리고 로드와 함께 엘런의 잊혀진 기억을 일깨워 준다. 또 54화에서 꿈꾼, 그리고 엘런이 꿈에서 자주 보던 검은 머리의 히스토리아와 닮은 여성 본인으로 추정되는 프리다 레이스라는 여성의 존재가 대화 중에 공개된다. 그의 정체는 이미 죽어버린 레이스 가문의 장녀이자 히스토리아의 배 다른 언니이기도 했다. 그리고 엘런 이전 세대의 좌표의 보유자였다.
그리고 63화에선 프리다에 의해 봉인되었던 기억을 전부 깨우치고 자신에게 고마운 존재였던 프리다 레이스를 만나고자 하지만, 아버지 로드 레이스에게 들은 충격적인 얘기는 프리다가 그리샤에게 패배해 거인의 힘을 뺏기고 먹혔다는 것 뿐. 절망해버린 그는 그 힘을 물려받은 엘런을 노려 본다. 로드는 엘런이 최초에 거인화했을 때와 비슷한 주사를 준비하며 프리다의 기억은 아직도 살아 있다고 말한다. 히스토리아를 거인화시켜 엘런을 먹게 하여 좌표 능력을 되찾게 하려는 것.
65화에서 엘런을 먹어서 시조의 거인을 집어 삼키려던 케니 아커만이 모종의 이유로 꿈을 포기하고 로드에게 반역의 의지를 드러내며 엘런에게 상처를 입혀 거인화되는 걸 도와 주는데도 엘런은 그러기도 전에 이미 거인화할 목적 의식도, 기력도 모두 상실하고, 아버지의 죄를 언급하며 히스토리아와 싸우는 것을 거부해 속죄해야 한다고 고백한다. 차라리 자기 따위는 처음부터 죽었어야할 몸이라며 자포자기하며 눈물을 흘리자 히스토리아 역시 "나더러 평범하다고 말해줘서 고마웠어"며 엘런에게 고마움을 표한다. 그리고 히스토리아는 엘런이 자신의 삶을 '필요 없었다'고 자책하는 장면에서 문득 자신과 그의 어머니를 떠올린다. 어머니에게 필요 없는 존재였던 자신을 떠올린 것으로 보인다.
66화에서 주사를 놓기 직전 문득 친절하던 언니 프리다가 간혹 신경질적으로 돌변했던 모습을 떠올리며 로드 레이스에게 이유를 묻는다. 이에 로드는 '초대 레이스 왕은 거인이 인류를 지배하는 세상을 꿈꿨다.'라고 말하며 시조의 힘을 계승한 그의 조상들은 전지전능하고도 유일한 존재(신)가 됐다, 우리의 사명은 신을 이 세상에 불러들여 기도를 올리는 것이라고 말한다. 더 자세한 건 세상의 기억을 본 자만이 알 수 있으니 빨리 신적인 존재로서 좌표를 계승하라고 강요한다. 하지만 문득 가슴 펴고 살라는 유미르의 당부를 떠올린 히스토리아는 초대 왕의 사명을 완수하는 것이 아버지가 자신에게 바라는 모습이라는 것을 자각하는 순간 "신은 얼어 죽을 좋아하시네! 그럴 듯한 거짓말을 만들어 내서 사람들을 선동하고, 도망치기나 하고! 더 이상은 날 죽이며 살지 않을 거야!"라고 일갈하며 주사기를 부숴 버린 뒤 아버지를 내던져 골절을 내 버린 다음 엘런을 해방하기 위해 계단 위로 달려 간다. 멀리서 얌전히 상황을 지켜 보던 케니 아커만은 그야말로 호탕하게 쳐웃으면서 "이거 정말 끝내 주게 재밌는데! 너네 둘!! 정말 재밌어!!" 라고 평소보다 훨씬 더한 열기를 띄우며 흥분해 했다.
로드 레이스가 간신히 기어 가면서 산산조각난 주사기에서 흘러 나온 약물에 혀를 대고 거인화하는 와중에도 히스토리아는 엘런의 족쇄에 맞는 열쇠를 찾아서 엘런을 해방하는 데에 온 힘을 기울인다. 자신을 빨리 먹으라고 애원하면서 울부짖는 자포자기의 엘런에게 "시끄러워! 이 병신아! 닥쳐!"라고 호쾌한 다그침을 한 방에 날리면서 무슨 수를 써서라도 절망에 빠져 있는 그를 구하려 한다. 로드가 거인으로 변하면서 내뿜은 강풍에 날려가다가 때마침 제때에 도착한 미카사에게 구해졌다. 이후 동굴 밖으로 나와 로드 거인의 뒤를 쫓으면서 자신이 알고 있는 정보를 제공하며 로드 레이스를 구속한다 해도 인류의 기억이 변조되었다면 무의미하다며 엘런의 거인으로 과격한 평화를 유지할 수밖에 없다고 역설한다.
거인이 된 아버지를 죽일 수 있냐는 한지의 물음에 아버지와 화해했던 일을 회상하다가 이내 다시 한 번 엘런에게 사과한다. 자신은 그저 아버지가 틀리지 않다고 믿고 싶어서, 아버지에게 미움받고 싶지 않아서 널 먹으려고 했던 거라고. 오랜 시간 동안 부모로부터 사랑 받지 못하고 가슴 속에 담아 둔 애정결핍이 드러나는 부분이다. 그러나 결연한 표정을 지으며 '이제는 작별해야겠지'라고 말한다. 이후 엘빈과 합류하고, 월 시나의 오르부드 구에서 안전한 곳으로 가라는 리바이의 명령에 도망칠지 싸울지 선택하라고 했던 건 당신이라며 거인이 된 아버지와 싸우기로 결심을 굳힌다.
68화에서는 후방으로 물려나라는 에르빈에게 '백성이 과연 허울 뿐인 왕에게 복종할 정도로 순박할까요?'라고 되물으면서 내가 완수해야 할 사명을 스스로 찾았기에 여기 있다면서 되받아친다. 이후 작전이 시작되면서 거인화한 엘런과 조사병단의 활약으로 초대형 거인의 두 배 가량의 압도적인 크기를 자랑하는 120m급 초거대형 거인이 된 로드 레이스를 거인에게서 분리해내는 데에 성공하면서, 본체를 포함한 파편들이 오르부드 구 허공으로 날아 들기 시작한다. 얼른 입체기동장치로 날아 다니며 어딘가에 있을 로드의 본체를 수색하던 참에 육편에 파묻힌 채 거인의 육체에서 떨어져 추락하는 로드를 발견한다. 그리고 목표에 앵커를 꽂은 상태에서 온 몸을 회전하듯이 날렵하게 기동, 도시 아래로 떨어지는 육편에 칼질을 날려서 로드를 죽인다.
월 시나의 왕도 미트라스에서 성대한 즉위식이 거행되면서 다리우스 작클리 총통으로부터 받은 왕관을 쓰고 왕위에 오르게 된다. 방벽의 주민들은 암군인 아버지를 손수 처형하고 만백성들로부터 거인으로 변해 인류를 덮치려던 로드 레이스를 물리친 히스토리아를 자신들의 새로운 왕이자 구국 영웅으로 추앙하는 분위기였다. 그 후 작클리 총통이 씌워 준 왕관을 쓴 채로 대관식을 구경하러 나온 주민들 앞에 조사병단의 경례를 하는 엄숙함을 보여 준다.
엘런의 소극적인 만류에도 불구하고 예전 리브스 회장이 했던, 애니메이션에서는 미카사가 해 준 격려 대로 리바이를 한 대 때리고서는 "어떠냐? 난 벽의 왕이라고~?! 불만 있으면..." 라고 말한다.
왕으로서 왕좌에 즉위한 후로는 빈민과 지하도시 출신의 고아들을 먹여 살리기 위한 구제소를 설립하고 구체제 귀족들이 착복했던 재산과 토지를 나누어 줌으로써 월 로제의 목장에서 돌보며 전에 엘런에게 했던 말을 실천한다.
평범하고 수수한 차림의 헐렁한 치마와 망토를 걸치고 어린 고아 남자아이들을 "거기 서지 못해!"라고 꾸짖으며 쫓아다니면서도 목장의 드넓은 허허벌판을 뛰어놀아 화목하게 지내는 광경은 소탈하기 그지없다. 이 모습을 본 장 키르슈타인은 "상상했던 왕하고는 조금 다른데?"라는 감상을 남겼다. 백성들은 소탈한 솔선과 자비를 베풀며 여느 사람들과 다름 없는 서민적인 행보를 보이는 히스토리아에게 감명 받고 '소 치는 여신'이라고 부르며 진심으로 존경하게 된다. 왕실의 공적 자금이며 몰수한 의원의 자산을 목장 운영에 쓰면서 이들을 지원하고 있으며, 여기에는 히스토리아와 똑같은 사생아 출신이자 지하도시 출신인 리바이의 도움도 있었다.
86화에서는 엘런의 아버지 그리샤의 기록을 통해 에르디아 제국의 왕가가 프리츠 왕가라는 것이 밝혀졌다. 마레 측에서는 145대 프리츠 왕이 마레 제국과의 거인 대전에서 패배하고 시조의 거인의 능력을 지닌 채 파라디 섬으로 도망가 삼중 벽을 쌓고 고립을 택했던 것이라 설명했으며, 프리츠 왕가의 직계 후손인 다이나 프리츠는 145대 왕이 거인을 가지고 있는 여덟 가문의 전쟁을 중지하는 역할을 수행하는 것을 포기하고 마레 대륙에서 떠나 파라디 섬에 삼중 벽을 쌓고 틀어박혔다고 설명하지만 어느 쪽이 진실인지는 현재 불명. 엘런의 아버지가 레이스 왕가를 습격해서 차지한 힘이 바로 모든 거인을 지배하는 시조의 거인 능력이었다. 아마 진짜 프리츠 왕가가 레이스 가문으로 위장하고, 프리츠 성은 대역이 맡게 한 모양이다. 이후 마레 에피소드에서 등장하는 프리츠 왕은 아마 레이스 당주를 의미하는 것으로 보인다. 요컨대 히스토리아 그 역시 다이나 프리츠, 지크 예거와 매한가지로 본래 프리츠 가문의 후손이다.
89화에서 등장이 뜸해졌다가 다시 등장했다. 방벽 내의 표면상 왕으로서 단정한 옷차림을 한 모습으로 나타났다. 유미르의 편지를 읽는 모습으로 다시 등장했다. 편지를 다 읽곤 유미르가 부끄러워서 얼버무리고 있다며 조용히 눈물을 흘린다.
애니메이션에서는 한지와 장이 전달해 준 유미르의 편지를 읽게 되는데, 평범하게 묵독하는 것으로 끝난 원작과는 방향이 다른 인상 깊은 연출로 히스토리아가 유미르의 모든 것(그의 과거와 인생사)을 깨우치게 된다. 편지를 만지는 순간, 시조의 거인의 좌표로 편지에 담겨진 기억과 뇌로 연결되는 신비한 현상을 경험한다.
히스토리아가 유미르가 라이너를 통해 전해 준 편지를 만졌을 때 시조의 거인의 '길'이 발동되어 히스토리아는 유미르가 살았던 굴곡지고 파란만장한 삶, 수많은 기억들을 전이 받게 되고 그 끝에서 소중한 친구가 스스로의 의지로 다른 이에게 자신의 목숨을 내어 주어 담담한 최후를 맞이하는 모습까지 보게 된다. 원작에서는 그저 유미르가 전해 준 편지의 내용들과 과거를 읽어 내려가는 것으로 끝났는데 애니메이션 오리지널 연출인지 이사야마 하지메의 개입인지 히스토리아가 매개체이자 연결고리인 편지를 접촉하자마자 기억과 공유하는 것이 나왔다. 유미르의 과거 내용에 대한 해설은 원작보다 애니메이션이 순서상으로 훨씬 빨리 나왔기 때문에 원작을 접하는 독자가 아니라 주로 애니메이션으로 진격의 거인을 접하는 시청자층에 맞게 적절한 변경으로 수정한 모양. 오히려 원작의 설정을 다른 방향으로 풀어 나갔다는 점에서는 참신할 수 있다. 해당 에피소드에서는 유미르의 백성의 기억과 정신은 시조의 거인의 길을 통해 하나의 좌표에서 교차된다는 떡밥과 설정을 풀어 나갔는데 이것을 히스토리아와 유미르의 편지를 통한 접촉으로 과거와 기억들을 보여 주어 시청자들에게 자칫 난해할 수 있는 설정에 대한 납득과 이해를 효과적으로 심어 줄 수 있기 때문이다. 엘런이 진격의 거인을 계승했음에도 그의 기억에 대한 거라곤 아무것도 공유 못하다가 왕정 쿠데타 때 히스토리아와의 접촉을 시작으로 아버지 그리샤 예거의 일기장을 접촉하면서 비로소 기억들을 깨우친 것과 비슷한 이치. 딱히 원작의 설정을 크게 침해한 것도 아니다.
여기서 엘런, 미카사, 아르민이 '폐하'라면서 경례를 하자 놀라 공적인 자리가 아니니 그럴 필요가 없다며 말린다.
90화, 머리에 왕관을 쓰고 밝은 색의 드레스를 입은 비장함 있는 왕의 모습으로 다시 나타난 히스토리아는 수뇌부 사람들과 "벽 안의 인류에게 빼앗긴 기억을 돌려줘야 할 것인지에 대한 여부"에 관해 중대한 회의를 벌이고 있었다. 한 치의 주저함도 없이 진지한 얼굴로 "100년 전, 레이스 가의 조상이 방벽 백성에게 빼앗은 기억을 100년 후의 백성에게 돌려주는 겁니다."라고 단호히 포고한다. 이는 과거 방벽 국민들로부터 세계의 기억을 모조리 빼앗아 간 145대 프리츠 왕의 대에서 뿌리를 뻗은 프리츠 가문의 저주와 횡포는 조상들이 걸었던 "벽 안의 왜곡된 평화와 허울" 이란 똑같은 절차를 택하지 않고 있는 그대로 숨겨 왔던 진실을 공표하리라 결의한 히스토리아 왕의 치세에서 마침내 깨끗이 청산되었다는 매우 중요한 의의를 내포한다.
그리하여 얼마 안 가 신문으로 발표된 진실을 접한 벽내의 모든 사람들은 그들이 모여 사는 방벽은 파라디 섬이라는 사방이 바다로 둘러싸인 어느 땅에 위치하고 있으며 그들이 이제껏 싸우고 있던 원수의 실상은 거인이 아닌 그 배후에 거인들을 생성하고 군용으로 이용해온 마레라는 거대 규모의 집단인 것, 방벽이 만들어지고 조상들이 프리츠 왕가를 따라 벽 안에 정착하게 된 기원, 프리츠 가문이 "레이스"라는 거짓된 이름의 귀족으로 위장해 한 세기에 이르러 백성의 기억을 조작하고 배후에서 기만 정치를 펼쳤으며 자신들 역시 그토록 두려워하던 거인으로 변할 수 있는 "태초의 거인 유미르의 백성" 에르디아 인들이라는 사실 등의 충격적인 진실을 알게 된다. 대외적으로 폭로된 진실을 두고 여론은 한쪽은 "얌전히 사실임을 결연히 받아들여야 한다." 이고 다른 한 쪽은 "고위층이 무언가 불순한 계획을 꾸미려는 속셈으로 백성들에게 널리 퍼뜨린 음모론이다." 라 주장하는 식으로 두 개의 극명한 방향으로 갈라지게 된다.
백성에게 진실을 돌려준 뒤 훈장 수여식을 거행하여 월 마리아를 탈환하고 영웅이 된 조사병단 전원의 업적을 치하하는 목적으로 목에 기념 훈장을 걸고 프리츠 왕의 손등에 입맞춤 하는 영광을 주는 역할을 맡게 된다. 리바이에 이어 그 옆에 있는 에렌의 목에도 훈장 목걸이을 걸고 에렌은 내려오는 히스토리아의 손등 위에 입맞춤을 하게 되면서 손등을 통해 자신의 체내로 흘러 들어 온 프리츠 가문 특유의 기억 조작 능력에 공명하여 시조의 능력을 발동하게 된다. 에렌은 레이스 가문 전원이 기도 중인 비밀 지하동굴을 습격한 그리샤의 시점에서 그 순간 벌어진 일들과 그리샤가 프리다 프리츠와 처음이자 마지막으로 대화를 주고 받은 기억을 보게 되면서 그와 관계된 한 가지 진실과 접하게 된다.

### 854년
3년 후의 시점 초기에는 마레와 파라디 - 에르디아 간의 전투에 초점이 맞춰지느라고 다른 동료들인 조사병단 원년 멤버들에 대비되게 줄곧 나타나지 않았다가 107화에서 엘런과 한지의 과거 회상에 등장한다.
854년으로부터 3년 전인 851년, 의용병들과 마레 공병들과의 협력에 힘입어 파라디 섬이 개항하고 난 뒤 최초의 교역국이자 우호국이 된 히즈루국의 아즈마비토 재벌 회장이자 외교 대사인 아즈마비토 키요미가 찾아 오자 파라디 섬 에르디아 국의 현역 군주이자 대표로서 접견한다. 그리고 한지 단장과 미카사, 엘런과 회담장에 입장해 있는 동안, 사실 미카사가 자신의 직계 조상이자 145대 왕 칼 프리츠와 그의 선대 왕들과 친분이 있던 히즈루의 아즈마비토 정이대장군의 마지막 직계 후손이라는 것을 확인한다. 미카사가 에렌을 제외한 다른 이들한테는 직계 후손임을 증명하는 표식을 보여주지 않았다는 걸 "어렸을 때는 나한테는 보여 줬잖아"라고 말한 엘런의 말을 통해 알게 된다. 이에 키요미와의 첫 접견 후에는 무척이나 흥분한 채로 왜 그랬냐고 물어 볼 정도를 관심을 가지지만 미카사는 갑자기 드러난 출생의 비밀과 옆에 있는 에렌 때문에 속이 난감해져 말을 할 수 없어 한다. 자신처럼 느닷없이 밝혀진 출생의 비밀로 한 나라와 민족을 책임 져야 하는 중요한 위치가 된 미카사에게 동질감과 친밀감을 느끼면서 가깝게 지내고 싶어 하는 듯하다. 어떻게 보면 과거의 조상들인 프리츠 선왕들과 히즈루 최고 권력자인 아즈마비토 정이대장군의 인연이 섬 안의 마지막 후손들인 두 사람에게까지 이어진 셈이다.
키요미와 본격적인 회의에 들어서면서 지크가 제시한 세 개의 비책 중 하나인 "파라디 섬이 히즈루와 교역하며 최대한 충분히 문명을 발전하기까지의 주어진 시간인 50년의 기간 동안 프리츠 왕가의 피를 이어 받은 계승자는 시조와 짐승 거인을 계승할 아이를 만들어 나가야 한다."는 충격적인 정보를 접한다. 결국 자신이 제 손으로 죽인 아버지와 이전의 프리츠 왕가가 수행해 왔던 기존의 악습을 또 다시 그대로 혈육들끼리 13년의 주기에 맞춰 아홉 거인을 계승하고 계승을 위해 서로가 서로를 잡아 먹고 잡아 먹히는 잔혹한 악순환만 되풀이하게 되는 격이다. 회의에 참석한 모든 이들은 경악했지만 히스토리아는 각오와 결심을 다잡고 지크 예거의 비책을 기꺼이 수행하겠다는 입장을 내비친다. 그러나 참다 못한 에렌은 이제껏 벽 안에서 짓밟히며 유린당해 온 자신들이 이렇게까지 가축처럼 살아서 생존을 이어 가야 할 바에는 지크의 비책을 절대로 받아 들일 수 없다고 완강하게 반발한다.
123화에서 마지막 장면에 에렌에 의해 좌표를 통해서 모든 에르디아인들이 모인 연출이 있는데, 히스토리아로 추정되는 인물이 서있다. 일반 여성치곤 배가 불러있는 모습이 히스토리아로 추측된다.
130화에서 에렌의 회상으로 등장. 목장에서 에렌에게 헌병단이 히스토리아를 거인으로 만들어 지크를 먹일 계획을 준비하고 있으니 헌병과 싸우거나 도망쳐야 한다고 듣는다. 하지만 히스토리아는 파라디 섬이 살아남을 수 있는 방법이라면 그에 따르겠다며 지크의 비책이 제시되었을 당시 엘런이 자신을 감싸주고 모두가 자신을 위해 대안을 찾으려고 노력해준 것으로 충분하다고 한다. 그러나 에렌은 히스토리아가 괜찮아도 자신은 괜찮지 않다며 섬 밖의 세계를 멸망시키겠다는 각오를 드러낸다. 그러자 히스토리아는 섬 밖의 사람이 모두 적은 아니라며 잘못됐다며 말리려 한다. 하지만 에렌은 알고 있음에도 증오에 의한 복수의 연쇄를 종결시키려면 증오의 역사를 문명째로 세상에서 없애야 한다며 히스토리아와 그 자식들이 섬을 위해 서로 잡아먹게 하는 것은 막아낼 것이라고 한다. 히스토리아도 에렌을 막지 않으면 가슴을 펴고 살아갈 수 없다고 계속 설득하지만 에렌은 히스토리아가 괴롭다면 시조의 힘으로 기억을 조작해 주겠다고 한다. 그리고 에렌은 히스토리아에게 너는 그때 "나를 구해준 세계에서 가장 나쁜 아이"라는 말에 결국 포기. 대신 히스토리아는 자신이 아이를 가지는 것을 제안하는 것을 마지막으로 에렌이 마레에 잠입하는 과정을 지나 땅울림을 발동하고 있는 현재로 이어진다.
134화에서 아이를 출산하기 시작한다.

## 인간 관계

### 유미르
104기 동기들 중에서 제일 친한 친구

### 사샤 블라우스
입단 첫날 신고식 때 창고에서 감자를 훔쳐 먹다가 키스 샤디스 교관에게 걸려 저녁을 못 먹은 사샤를 위해 빵과 물을 챙겨 나누어주면서 친해진 친구.

### 미카사 아커만
처음에는 그냥 동기 사이였지만,4기 때 미카사가 세계적으로 평판이 좋은 히즈루국의 아즈마비토 가문의 후계자라는 사실이 밝혀지자 미카사에게 자신과 같은 처지라는 사실을 알게되자 호감을 보낸다.

### 장 키르슈타인,코니 슈프링거
오랫동안 함께한 동지